# Tygodnik Powszechny
Tygodnik Powszechny (укр. Загальний тижневик) — польський римо-католицький тижневик, публікується у Кракові, фокусується на соціальних і культурних питаннях. Він був створений в 1945 році під егідою кардинала Адама Стефана Сапеги. Єжи Турович був його головним редактором аж до своєї смерті в 1999 році. Він був замінений Адамом Бонієцкі, священиком.
Його публікація була припинена в 1953 році після того, як відмовився друкувати некролог Йосипа Сталіна; нові редактори, що представляють проурядову асоціацію не приймали його до 1956 року. Після Польського жовтня колишнім редакторам дозволили відновити контроль.